# Otto Kaiser (SS-Mitglied)
Otto Heinrich Kaiser (* 3. Dezember 1913 in Eilenburg; † 17. August 1996 in Bergisch Gladbach) war ein deutscher SS-Oberscharführer und Blockführer im KZ Sachsenhausen.

## Leben
Kaiser war Sohn eines Schreiners. Er besuchte die Volks- und Mittelschule in Eilenburg, die er ohne Abschluss verließ. Im Jahre 1932 absolvierte er seine Schlosserlehre mit der Gesellenprüfung. Durch die Weltwirtschaftskrise wurde er arbeitslos.
Im Oktober 1934 wurde er Mitglied der SS. Im selben Jahr schloss er sich dem SS-Totenkopfverband „Elbe“, einem der fünf Sturmbanne mit der Aufgabe als Wachverband, in Prettin an. Dieser übernahm die Wachaufgaben für das KZ Lichtenburg. Im Jahre 1937 wurde er in das KZ Buchenwald abkommandiert, am 14. Juni 1937 beantragte er die Aufnahme in die NSDAP und wurde rückwirkend zum 1. Mai desselben Jahres aufgenommen (Mitgliedsnummer 4.293.138). Im Juni 1938 wurde er dem SS-Totenkopfverband „Brandenburg“ in Oranienburg zugeteilt. Ab 1. Oktober 1938 gehörte er zum Kommandanturstab des KZ Sachsenhausen. Hier wurde er zum Blockführer im „Kleinen Lager“ ernannt. Im November 1940 nahm er an der Ermordung von 33 Polen teil und war im Herbst 1941 an der Ermordung von sowjetischen Kriegsgefangenen beteiligt. Er war einer der rücksichtslosesten und brutalsten SS-Männer im Lager, welcher die Häftlinge schikanierte, misshandelte und tötete. Im Oktober 1942 wurde er in das KZ Stutthof versetzt, wo er Erster Rapportführer wurde. Zweiter Rapportführer war Arno Chemnitz, der später Nachfolger von Kaiser als Erster Rapportführer wurde.
Im Februar 1943 wurde Kaiser zur militärischen Ausbildung zum SS-Panzer-Ersatzregiment kommandiert. Danach war er mit der 10. SS-Panzerdivision „Frundsberg“ an der Ostfront und kurz vor Kriegsende an der Westfront im Einsatz und wurde in der Normandie verwundet.
Im Mai 1945 geriet Kaiser in US-amerikanische Kriegsgefangenschaft. Anschließend wurde er zur Internierung an die britischen Militärbehörden übergeben. Im Juli 1948 wurde er von der Spruchkammer in Recklinghausen wegen Zugehörigkeit zur Waffen-SS zu drei Monaten Gefängnis verurteilt. Diese wurde mit der Internierungshaft angerechnet, so dass Kaiser nicht ins Gefängnis musste. Bis zu seiner Verhaftung wohnte und arbeitete er als Schlosser in den Gußstahlwerken in Bergisch Gladbach.
Am 28. Mai 1965 verurteilte ihn das LG Köln wegen versuchten Mordes im KZ Sachsenhausen in sechs Fällen zu 15 Jahren Zuchthaus. Im zweiten Verfahren beim Landgericht Köln im April 1970 wurde er wegen achtfachen Mordes und fünffachen versuchten Mordes zur lebenslanger Haft verurteilt.  Er verbüßte seine Strafe in der Justizvollzugsanstalt Remscheid. Am 4. April 1988 wurde er aus der Haft entlassen.